# Клинцовское муниципальное образование
Клинцовское муниципальное образование — сельское поселение в Пугачёвском районе Саратовской области Российской Федерации.
Административный центр — село Клинцовка.

## История
Статус и границы сельского поселения установлены Законом Саратовской области от 27 декабря 2004 года № 89-ЗСО «О муниципальных образованиях, входящих в состав Пугачёвского муниципального района».

## Население
| 2010  | 2011  | 2012  | 2013  | 2014  | 2015  | 2016  |
| ----- | ----- | ----- | ----- | ----- | ----- | ----- |
| 1744  | ↘1736 | ↘1681 | ↘1594 | ↘1556 | ↘1541 | ↘1493 |
| 2017  | 2018  | 2019  | 2020  | 2021  |       |       |
| ↘1446 | ↘1405 | ↘1337 | ↘1314 | ↘1145 |       |       |

## Состав сельского поселения
| № | Населённый пункт | Тип населённого пункта       | Население |
| - | ---------------- | ---------------------------- | --------- |
| 1 | Бобровка         | село                         | ↘141      |
| 2 | Бобровый Гай     | село                         | ↘146      |
| 3 | Жестянка         | село                         | ↘383      |
| 4 | Клинцовка        | село, административный центр | ↘736      |
| 5 | Любицкое         | село                         | ↘295      |
| 6 | Новоивановка     | деревня                      | 0         |
| 7 | Янтарный         | посёлок                      | ↘43       |